# روتورس دي البرتغال
فريق روتورس دي البرتغال للاستعراض الجوي، (البرتغالية:Rotores de Portugal). هو فريق مروحية لطائرة هليكوبتر تم إنشاؤه عام 1976 ، يشغله Esquadra 552 (Squadron 552) من سلاح الجو البرتغالي، ومقره في القاعدة الجوية رقم 11 ، في باجة. هم فريق عرض هليكوبتر وطني من البرتغال واستخدام ثلاثة سود الطيران Alouette الثالث.

## خلفية تاريخية
في عام 1976 ، تم إنشاء فريق روتورس دي البرتغال للاستعراض الجوي بأمر من رئيس أركان سلاح الجو (CEMFA) لتمثيل سلاح الجو البرتغالي في العديد من المهرجانات في جميع أنحاء البلاد. عمل الفريق لمدة 18 عامًا بينما تم دمجه مع 102 Squadron Panchos ، وحلّق ما مجموعه 41 استعراض جوي.
في الذكرى الثالثة والخمسين للقوات الجوية، في عام 2005 ، تم إعادة تنشيط روتور دي البرتغال وإدماجها مع السرب 552 ، الذي يقع في قاعدة باجة الجوية.

## معرض صور

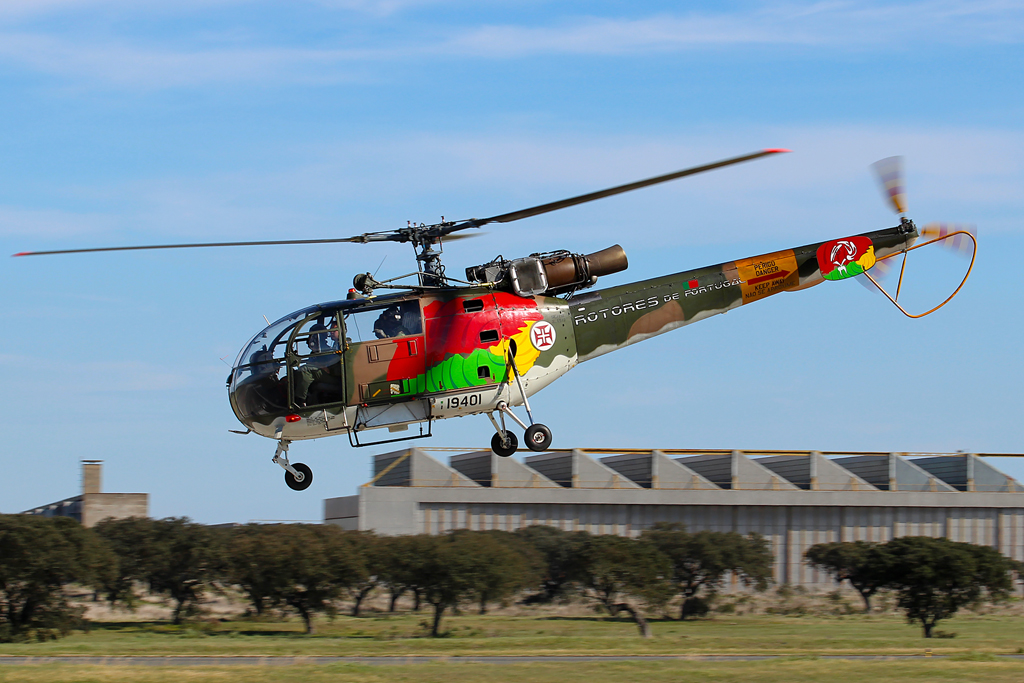
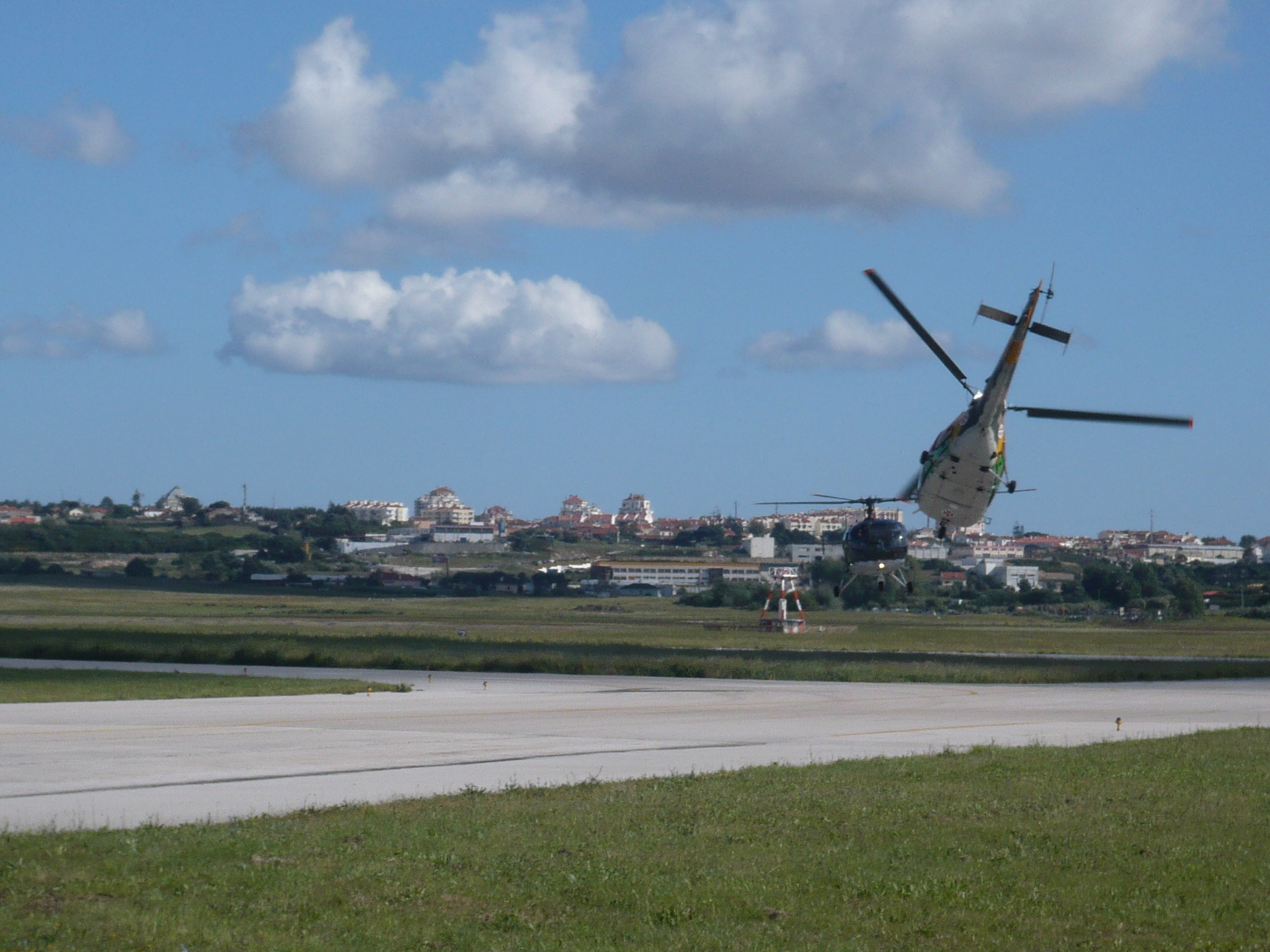
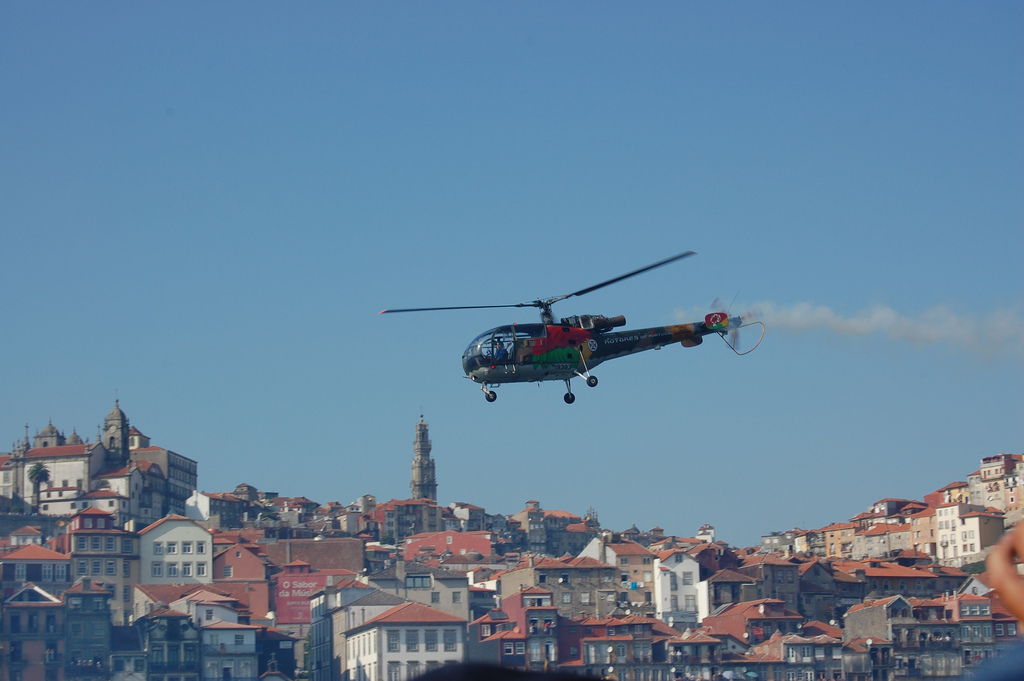
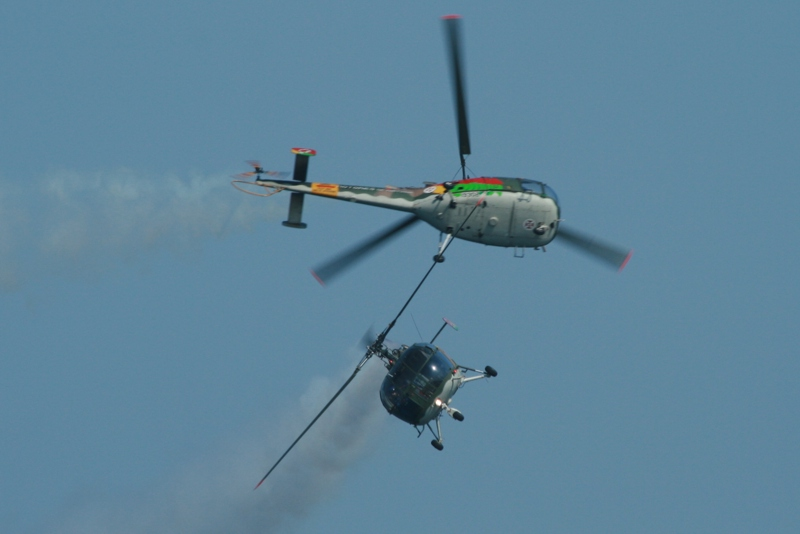
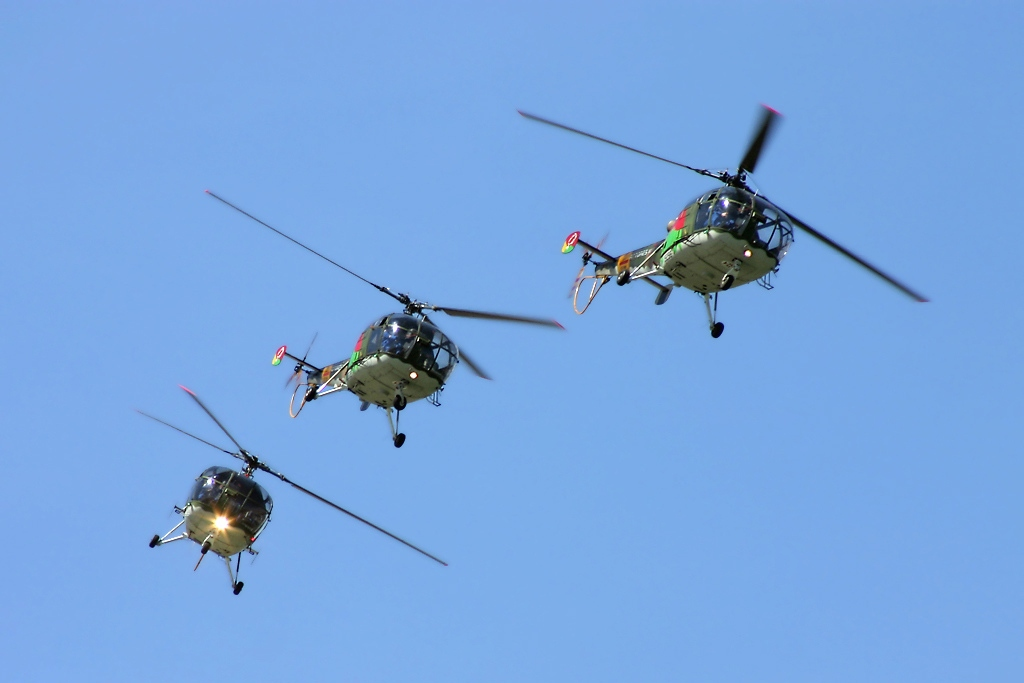